# Pruština

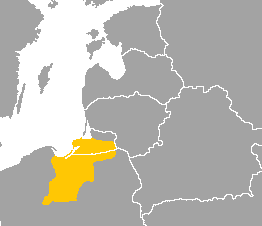
Rozšíření pruštiny

Pruština (Prūsiskan) byl západobaltský jazyk, kterým hovořili Prusové sídlící na jihovýchodním Pobaltí mezi ústími Visly a Němenu. Pruština definitivně vymřela na počatku 18. století.
Pruština je někdy označována také jako staropruština, aby se předešlo nedorozumění a záměnou s dialektem němčiny horní pruština (něm. Hochpreußisch) nebo s poddialektem východní dolnoněmčiny (která je dialektem dolnoněmčiny) jménem dolní pruština (něm. Niederpreußisch, dolnoněmecky Nedderpreußisch). Tyto dialekty jsou ovšem s pruštinou jazykově nepříbuzné, patří do skupiny germánských jazyků.

## Příklady

### Desatero v pruštině (rekonstrukce)

###### Stai desimts palaipsāi.
Pirmais. Tū ni tur turītwei kitans dēiwans. 
Anters. Tū ni tur nienbāndan westwei twāise Dēiwas emnen. 
Tirts. Tū tur swintintwei lānkinan dēinan. 
Ketwirts. Tū tur zmūnintwei twajan tāwan be mūtin. 
Pēnkts. Tū ni tur galintwei. 
Ušts. Tū ni tur limtwei salubiskan. 
Septmas. Tū ni tur ranktwei. 
Asmus. Tū ni tur waiţātun redi wīdikausnan preīken twajjan tawišan. 
Newīnts. Tū ni tur palaipsītwei twāisis tawišas butan. 
Desīmts. Tū ni tur palaipsītwei twāisis tawišas genan, wāikan, mērgan, peku ader ka tenesan est.
| Prusky     | Česky |
| aīns       | jeden |
| dwāi       | dva   |
| trīs       | tři   |
| ketturjai  | čtyři |
| pēnkjai    | pět   |
| ussjai     | šest  |
| septinnjai | sedm  |
| astōnjai   | osm   |
| newīnjai   | devět |
| dessimts   | deset |

## Užitečné fráze
| Prusky                                           | Česky                   |
| ------------------------------------------------ | ----------------------- |
| Prūsiskan                                        | Pruština                |
| Prūsa                                            | Prusko                  |
| Kaīls pergūbusis!                                | Vítejte!                |
| Kaīls!                                           | Ahoj!                   |
| Kaīls ankstāinai!                                | Dobré ráno!             |
| Labban dēinan!                                   | Dobré odpoledne!        |
| Labban bētan!                                    | Dobrý večer!            |
| Labban naktin!                                   | Dobrou noc!             |
| Ērdiw! / Deiwūtiskan!                            | Na shledanou!           |
| Kāigi tebbei ēit?                                | Jak se máš?             |
| Labban. Mennei ēit labbai, adder tebbei?         | Jsem v pohodě a ty?     |
| Dīnkun!                                          | Děkuji!                 |
| Wārai ni bēimai widāwusis si.                    | Dlouho jsme se neviděli |
| Kāigi tū assei bilīts?                           | Jak se jmenuješ?        |
| As asma bilīts Ēirims. / Majs emmens ast Ēirims. | Jmenuji se Ēirims.      |
| Iskwendau tū assei?                              | Odkud jsi?              |
| As asma iz Mēmelin.                              | Jsem z Memel.           |
| Enimmumni ast sēn ten erzinātun si.              | Rád tě poznávám.        |
| Kelli?                                           | Kolik?                  |
| Jā                                               | Ano                     |
| Ni                                               | Ne                      |